# メアリ・ロビネット・コワル
メアリ・ロビネット・コワル（Mary Robinette Kowal, 1969年2月8日 - ）は、アメリカ合衆国のSF作家、操り人形師、声優である。
2008年にジョン・W・キャンベル新人賞（現アスタウンディング新人賞）を、2019年にヒューゴー賞 長編小説部門を受賞した。2019年から2021年アメリカSFファンタジー作家協会会長をつとめた。

## 受賞歴
- 2008年 アスタウンディング新人賞[2]
- 2011年 ヒューゴー賞 短編小説部門 - "For Want of a Nail"（「釘がないので」）, 『アシモフズ・サイエンス・フィクション』掲載[3]
- 2013年 ヒューゴー賞 関連書籍部門 - Writing Excuses Season 7[4]
- 2014年 ヒューゴー賞 中編小説部門 - "The Lady Astronaut of Mars", Tor.com / maryrobinettekowal.com[5]
- 『宇宙へ』（"The Calculating Stars", トーア・ブックス）
  - 2018年 ネビュラ賞 長編小説部門[6]
  - 2018年 サイドワイズ賞長編賞
  - 2019年 ヒューゴー賞 長編小説部門[7]
  - 2019年 ローカス賞 SF長編部門[8]

## 主な作品
- "Evil Robot Monkey", The Solaris Book of New Science Fiction, Vol. 2
- "First Flight" (Tor.com)
- Shades of Milk and Honey（『ミス・エルズワースと不機嫌な隣人』）, Tor Books (2010)
- "Kiss Me Twice"（雑誌『アシモフズ・サイエンス・フィクション』掲載）
- Glamour in Glass (2012)
- "The Lady Astronaut of Mars" (Tor.com) (2014)
- "The Calculating Stars"（『宇宙へ』）(Tor.com) (2018)
- "The Fated Sky" （『火星へ』）(Tor.com) (2018)
- "For Want of a Nail"
- "Ghost Talkers"(Tor.com) (2016)
- "The Worshipful Society of Glovers" (Uncanny 7-8/17)
- "The Relentless Moon"（『無情の月』）(Tor.com) (2020)

### コレクション
- Scenting the Dark and Other Stories (2009)

## 日本語訳された作品
- 『ミス・エルズワースと不機嫌な隣人 : 幻想の英国年代記』 原島文世 訳、早川書房〈ハヤカワ文庫〉、2014年4月。
- 『宇宙へ』上・下、酒井昭伸 訳、早川書房〈ハヤカワ文庫〉、2020年8月。
- 『火星へ（英語版）』上・下、酒井昭伸 訳、早川書房〈ハヤカワ文庫〉、2021年7月。
- 『無情の月』上・下、大谷 真弓 訳、早川書房〈ハヤカワ文庫〉、2022年9月。